# Збудська Біла
Збудська Біла (словац. Zbudská Belá) — село в Словаччині, Меджилабірському окрузі Пряшівського краю. Розташоване в північно-східній частині Словаччини.
Уперше згадується у 1463 році.

## Пам'ятки
У селі є греко-католицька церква Вознесіння Господа з 1770 року в стилі бароко-класицизму, з 1988 року національна культурна пам'ятка та православна церква Вознесіння Господа з 20 століття.

## Населення
| Рік:            | 1994. | 2004.    | 2014.   | 2024.   |
| --------------- | ----- | -------- | ------- | ------- |
| Кількість осіб: | 179   | 130      | 126     | 114     |
| Різниця:        |       | -27,37 % | -3,07 % | -9,52 % |

| Рік:            | 2023. | 2024.   |
| --------------- | ----- | ------- |
| Кількість осіб: | 116   | 114     |
| Різниця:        |       | -1,72 % |

В селі проживає 126 чол.
Національний склад населення (за даними останнього перепису населення — 2001 року):
- русини- 61,49 %
- словаки- 32,30 %
- цигани (роми)- 3,11 %
- українці- 1,86 %
- чехи- 1,24 %

Склад населення за приналежністю до релігії станом на 2001 рік:
- православні- 51,55 %,
- греко-католики- 37,27 %,
- римо-католики- 8,70 %,
- не вважають себе віруючими або не належать до жодної вищезгаданої церкви- 2,48 %

### Видатні постаті
- Бунґанич Петро — автор словацько-українського словника
- Невицька Ірина Павлівна — українська письменниця та громадська діячка
- Бицько Михайло — куратор Музею сучасного мистецтва Енді Воргола, за його ініціативою музей засновано у Меджилабірцях